# Un béguin de Charlot
Pour plus de détails, voir Fiche technique et Distribution.
Un béguin de Charlot (Caught in the Rain), parfois appelée Charlot et la somnambule, est une comédie burlesque américaine de et avec Charlie Chaplin, sortie le 4 mai 1914.

## Synopsis
Au parc, Charlot flirte avec une dame sur un banc. Mais très vite, son mari intervient et chasse l'audacieux.
Après un détour par le saloon, Charlot se rend à son hôtel. Complètement ivre, Charlot monte tant bien que mal les escaliers, et se trompe de chambre. c'est alors qu'il découvre que sa véritable chambre fait face à celle du couple rencontré plus tôt.
Somnambule, la femme se rend dans la chambre de Charlot en plein milieu de la nuit. Effrayé de l'éventuelle réaction du mari, Charlot tente de la ramener dans sa chambre. Mais il doit se réfugier sur le balcon alors qu'il pleut des cordes.
Des policiers le prenant pour un cambrioleur lui tirent dessus et courent l'arrêter. Après une bousculade générale, les trois protagonistes s'écroulent de fatigue.

## Fiche technique
- Titre : Un béguin de Charlot
- Titre original : Caught in the Rain
- Réalisation : Charlie Chaplin
- Scénario : Charlie Chaplin
- Photographie : Frank D. Williams
- Producteur : Mack Sennett
- Studio de production : The Keystone Film Company
- Distribution : Mutual Film Corporation
- Pays de production: États-Unis
- Format : Noir et blanc - 1,37:1 - Format 35 mm
- Langue : film muet intertitres anglais
- Genre : Comédie
- Durée : une bobine
- Date de sortie : 
  - États-Unis : 4 mai 1914

## Distribution
- Charlie Chaplin : Charlot
- Mack Swain : le mari
- Alice Davenport : la femme
- Alice Howell : une cliente de l'hôtel

Distribution non créditée :
- Helen Carruthers : la femme de chambre
- Ted Edwards : le policier devant le bar
- Grover Ligon : un policier
- Harry Russell : le réceptionniste
- Slim Summerville : un policier